# Aquilegia jonesii
Aquilegia jonesii är en ranunkelväxtart som beskrevs av Charles Christopher Parry. Aquilegia jonesii ingår i släktet aklejor, och familjen ranunkelväxter. Utöver nominatformen finns också underarten A. j. elatior.